# Championnat du Guatemala de football 1952-1953
Navigation
Saison précédente Saison suivante
La Liga Nacional 1952-1953 est la sixième édition de la première division guatémaltèque.
Lors de ce tournoi, le CSD Municipal a tenté de conserver son titre de champion du Guatemala face aux sept meilleurs clubs guatémaltèques.
Chacun des huit clubs participant était confronté deux fois aux sept autres équipes.

## Les 8 clubs participants
| \| Guatemala: Aurora FC CSD Comunicaciones CSD Hércules IRCA CSD Municipal Tipografía Nacional Universidad SC Guatemala Deportivo Utatlán \| Localisation des clubs engagés dans le championnat. |
| Guatemala: Aurora FC CSD Comunicaciones CSD Hércules IRCA CSD Municipal Tipografía Nacional Universidad SC Guatemala Deportivo Utatlán                                                           |

Ce tableau présente les huit équipes qualifiées pour disputer le championnat 1952-1953. On y trouve le nom des clubs, le nom des stades dans lesquels ils évoluent ainsi que la capacité et la localisation de ces derniers.
| Club                | Stade                  | Capacité          | Ville                 |
| Aurora FC           | Stade de l'Ejército    | 13 300            | Guatemala City        |
| CSD Comunicaciones  | Stade Mateo Flores     | 30 000            | Guatemala City        |
| CSD Hércules        | Stade inconnu          | Capacité inconnue | Guatemala City        |
| IRCA                | Stade inconnu          | Capacité inconnue | Guatemala City        |
| CSD Municipal       | Stade Mateo Flores     | 30 000            | Guatemala City        |
| Tipografía Nacional | Stade La Pedrera       | Capacité inconnue | Guatemala City        |
| Universidad SC      | Stade de la Revolución | 5 000             | Guatemala City        |
| Deportivo Utatlán   | Stade inconnu          | Capacité inconnue | Santa Cruz del Quiché |

## Compétition
Les huit équipes affrontent à deux reprises les sept autres équipes selon un calendrier tiré aléatoirement.
Le classement est établi sur l'ancien barème de points (victoire à 2 points, match nul à 1, défaite à 0).
Le départage final se fait selon les critères suivants :
- Le nombre de points.
- La différence de buts générale.
- Le nombre de buts marqué.

### Classement
| Rang | Équipe              | Pts | J  | G | N | P | Bp | Bc | Diff |
| ---- | ------------------- | --- | -- | - | - | - | -- | -- | ---- |
| 1    | Tipografía Nacional | 20  | 14 | 8 | 4 | 2 | 35 | 18 | +17  |
| 2    | CSD Comunicaciones  | 19  | 14 | 9 | 1 | 4 | 37 | 22 | +15  |
| 3    | Universidad SC P    | 15  | 14 | 6 | 3 | 5 | 24 | 27 | -3   |
| 4    | CSD Hércules        | 14  | 14 | 5 | 4 | 5 | 29 | 31 | -2   |
| 5    | Aurora FC           | 13  | 14 | 6 | 1 | 7 | 31 | 33 | -2   |
| 6    | IRCA                | 12  | 14 | 4 | 4 | 6 | 28 | 27 | +1   |
| 7    | CSD Municipal T     | 11  | 14 | 4 | 3 | 7 | 30 | 36 | -6   |
| 8    | Deportivo Utatlán   | 8   | 14 | 2 | 4 | 8 | 11 | 31 | -20  |

| Légende : Qualifications et relégations | Légende : Qualifications et relégations          |
| --------------------------------------- | ------------------------------------------------ |
|                                         | Relégué en Primera División de Guatemala         |
|                                         | T Tenant du titre P Promu de la saison 1950-1951 |

## Bilan du tournoi
| Championnat du Guatemala de football 1952-1953 |                       |
| Champion                                       | Tipografía Nacional   |
| Dauphin                                        | CSD Comunicaciones    |
| Promotions et relégations                      |                       |
| Promus en Liga Nacional de Guatemala           | Deportivo Chichicaste |
| Promus en Liga Nacional de Guatemala           | Juventud Escuintleca  |
| Promus en Liga Nacional de Guatemala           | Folgar                |
| Relégués en Primera División de Guatemala      | Deportivo Utatlán     |